# نیوری (ویسکانسین)
نیوری (به انگلیسی: Newry) یک منطقهٔ مسکونی در ایالات متحده آمریکا است که در شهرستان ورنن، ویسکانسین واقع شده‌است. نیوری ۴۰۸٫۱۳ متر بالاتر از سطح دریا واقع شده‌است.